# Bastião dos Pescadores

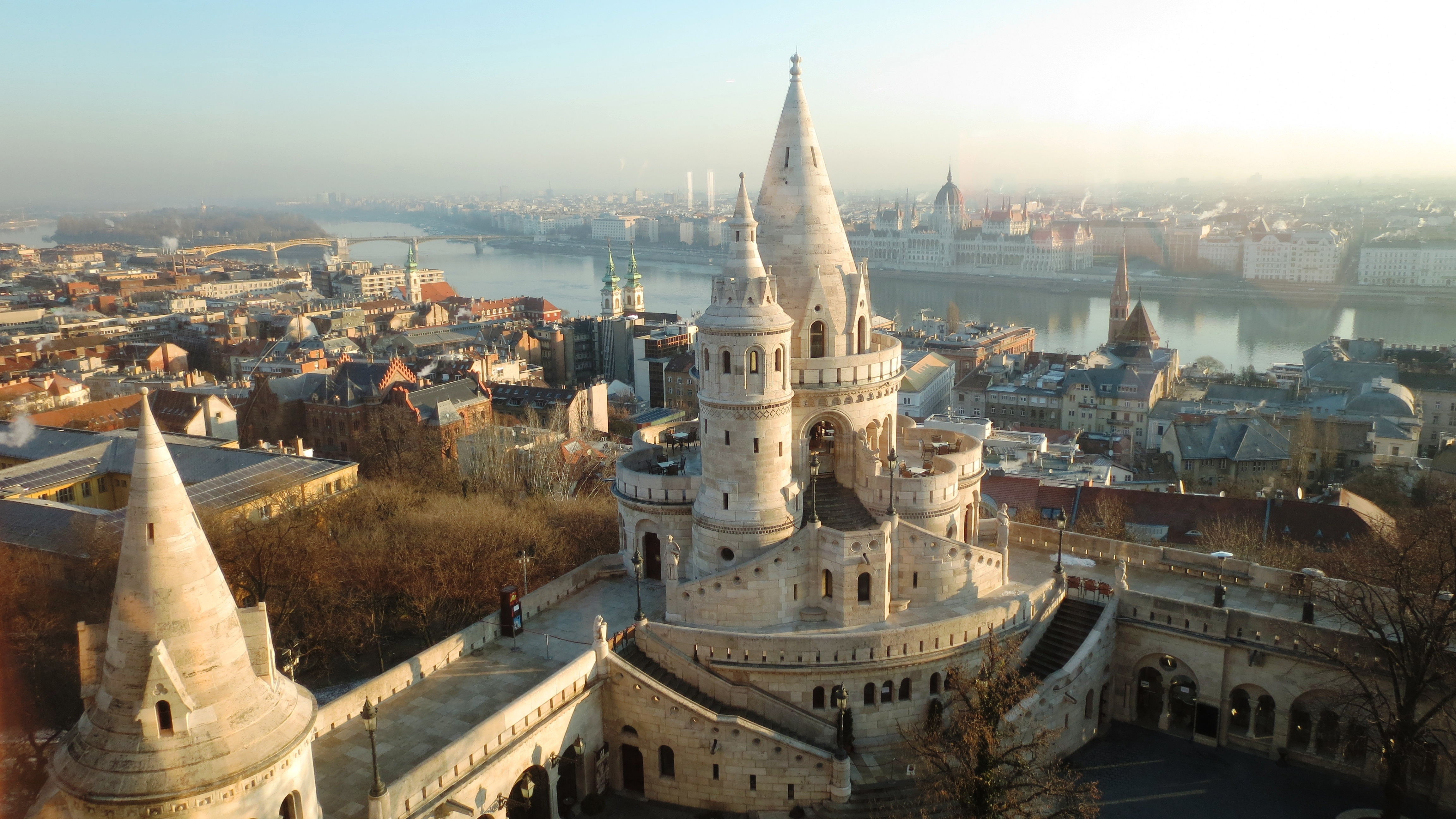
Bastião dos Pescadores

Bastião dos Pescadores (em húngaro:  Halászbástya é um terraço em estilo neogótico e neo-românico situado no lado de Buda do rio Danúbio, na colina do Castelo de Buda em Budapeste, em torno da Igreja de Matias. Foi projetado e construído entre 1895 e 1902 sobre os planos de Frigyes Schulek. A construção do bastião desestabilizou os alicerces da vizinha Igreja Dominicana do século XIII, que teve de ser derrubada. Entre 1947-1948, o filho de Frigyes Schulek, János Schulek, realizou o outro projeto de restauração após sua destruição durante a Segunda Guerra Mundial.